# Internationaux de Strasbourg 2022 - Qualificazioni singolare
Le qualificazioni del singolare del Internationaux de Strasbourg 2022 sono state un torneo di tennis preliminare per accedere alla fase finale della manifestazione. Le vincitrici dell'ultimo turno sono entrate di diritto nel tabellone principale. In caso di ritiro di una o più giocatrici aventi diritto a questi sono subentrati i Lucky loser, ossia i giocatori che hanno perso nell'ultimo turno ma che avevano una classifica più alta rispetto agli altri partecipanti che avevano comunque perso nel turno finale.

## Teste di serie
1. Aljaksandra Sasnovič (qualificata)
2. Indy de Vroome (primo turno)
3. Lina Glushko (qualificata)
4. Katharina Hobgarski (ultimo turno, lucky loser)

1. Nefisa Berberović (primo turno, lucky loser)
2. Ekaterina Makarova (qualificata)
3. Lena Papadakis (ultimo turno)
4. Magali Kempen (primo turno)

## Qualificate
1. Aljaksandra Sasnovič
2. Ekaterina Makarova

1. Lina Glushko
2. Julie Gervais

### Lucky loser
1. Katharina Hobgarski
2. Yana Morderger

1. Angelina Gabueva
2. Nefisa Berberović

## Tabellone

### Legenda
| - Q = Qualificato - WC = Wild card - LL = Lucky loser | - ALT = Alternate - SE = Special Exempt - PR = Protected Ranking | - w/o = Walkover - r = Ritirato - d = Squalificato |

### Sezione 1
|  | Primo turno | Primo turno          | Primo turno          | Primo turno | Primo turno |  |  | Ultimo turno | Ultimo turno         | Ultimo turno         | Ultimo turno | Ultimo turno |  |
|  |             |                      |                      |             |             |  |  |              |                      |                      |              |              |  |
|  | 1           | Aljaksandra Sasnovič | Aljaksandra Sasnovič | 6           | 6           |  |  |              |                      |                      |              |              |  |
|  |             | Vlada Koval'         | Vlada Koval'         | 1           | 3           |  |  | 1            | Aljaksandra Sasnovič | Aljaksandra Sasnovič | 6            | 6            |  |
|  |             | Lara Salden          | Lara Salden          | 2           | 5           |  |  | 7            | Lena Papadakis       | Lena Papadakis       | 2            | 3            |  |
|  | 7           | Lena Papadakis       | Lena Papadakis       | 6           | 7           |  |  |              |                      |                      |              |              |  |

### Sezione 2
|  | Primo turno | Primo turno        | Primo turno        | Primo turno | Primo turno |  |  | Ultimo turno | Ultimo turno       | Ultimo turno       | Ultimo turno | Ultimo turno |  |
|  |             |                    |                    |             |             |  |  |              |                    |                    |              |              |  |
|  | 2           | Indy de Vroome     | Indy de Vroome     | 2           | 4           |  |  |              |                    |                    |              |              |  |
|  |             | Yana Morderger     | Yana Morderger     | 6           | 6           |  |  |              | Yana Morderger     | Yana Morderger     | 5            | 0            |  |
|  |             | Tayisiya Morderger | Tayisiya Morderger | 2           | 2           |  |  | 6            | Ekaterina Makarova | Ekaterina Makarova | 7            | 6            |  |
|  | 6           | Ekaterina Makarova | Ekaterina Makarova | 6           | 6           |  |  |              |                    |                    |              |              |  |

### Sezione 3
|  | Primo turno | Primo turno       | Primo turno       | Primo turno | Primo turno |  |  | Ultimo turno | Ultimo turno     | Ultimo turno | Ultimo turno | Ultimo turno |  |
|  |             |                   |                   |             |             |  |  |              |                  |              |              |              |  |
|  | 3           | Lina Glushko      | Lina Glushko      | 6           | 6           |  |  |              |                  |              |              |              |  |
|  |             | Elena Malõgina    | Elena Malõgina    | 1           | 3           |  |  | 3            | Lina Glushko     | 6            | 3            | 6            |  |
|  |             | Angelina Gabueva  | Angelina Gabueva  | 6           | 6           |  |  |              | Angelina Gabueva | 3            | 6            | 2            |  |
|  | 5           | Nefisa Berberović | Nefisa Berberović | 4           | 4           |  |  |              |                  |              |              |              |  |

### Sezione 4
|  | Primo turno | Primo turno         | Primo turno         | Primo turno | Primo turno |  |  | Ultimo turno | Ultimo turno        | Ultimo turno        | Ultimo turno | Ultimo turno |  |
|  |             |                     |                     |             |             |  |  |              |                     |                     |              |              |  |
|  | 4           | Katharina Hobgarski | Katharina Hobgarski | 6           | 6           |  |  |              |                     |                     |              |              |  |
|  | WC          | Evita Ramirez       | Evita Ramirez       | 0           | 2           |  |  | 4            | Katharina Hobgarski | Katharina Hobgarski | 4            | 0            |  |
|  | WC          | Julie Gervais       | Julie Gervais       | 6           | 7           |  |  | WC           | Julie Gervais       | Julie Gervais       | 6            | 6            |  |
|  | 8           | Magali Kempen       | Magali Kempen       | 4           | 5           |  |  |              |                     |                     |              |              |  |